# Luka Marić (Fußballspieler, 2002)
Luka Marić (* 19. Juli 2002) ist ein österreichisch-kroatischer Fußballspieler.

## Karriere

### Verein
Marić begann seine Karriere beim SK Sturm Graz. Im August 2018 spielte er erstmals für die Amateure von Sturm in der Regionalliga. Im November 2020 erhielt er einen bis Juni 2023 laufenden Profivertrag bei den Grazern und rückte in den Kader der Bundesligamannschaft. Für die erste Mannschaft kam er in den Saisons 2020/21 und 2021/22 allerdings nicht zum Einsatz. Mit Sturm II stieg er am Ende der Saison 2021/22 in die 2. Liga auf.
Sein Zweitligadebüt gab er dann im Juli 2022, als er am ersten Spieltag der Saison 2022/23 gegen den SV Horn in der Startelf stand. Bis Saisonende kam er zu 22 Zweitligaeinsätzen. Zur Saison 2023/24 wurde er dann zweiter Tormann beim ersten Team von Sturm und gab in Folge im November 2023 sein Debüt in der Bundesliga. Bis Saisonende absolvierte er zwei Spiele im Oberhaus, mit Sturm holte er das Double aus Meisterschaft und Cup.
Zur Saison 2024/25 verließ Marić Sturm nach 17 Jahren und wechselte zum Ligakonkurrenten TSV Hartberg, bei dem er einen bis 2026 laufenden Vertrag erhielt.

### Nationalmannschaft
Marić spielte zwischen September und Oktober 2018 zweimal im kroatischen U-17-Team. Im April 2019 debütierte er dann allerdings für die österreichische U-18-Auswahl. Zwischen September 2019 und 2020 kam er zu zehn Einsätzen im U-19-Team Österreichs.
Im März 2023 gab er gegen Moldawien sein Debüt für die U-21-Mannschaft.

## Erfolge
- Österreichischer Meister: 2024
- Österreichischer Cup-Sieger: 2023, 2024